# 奴兒干都指揮使司
奴儿干都司（女真文： nu ru (g)ə(n)），亦称奴尔干都司或努尔干都司，全称为奴儿干都指挥使司，是明朝前期曾设置于黑龙江、乌苏里江以東、松花江以及嫩江流域的都指挥使司，属于招撫机构，负责羁縻黑龙江口、乌苏里江流域各部落，並非統治機關。治所位于黑龙江下游东岸靠近入海口的奴儿干城。
奴儿干，亦称“耦儿干”、“努而哥”，或作“纳尔干”。据《黑龙江古代简史》记载，清人多称奴儿干为“尼噜罕”（转写：nirugan，意为“图画”），表示这里山川如画，风景秀丽。

## 招抚女真
明太祖北伐后，黑龙江奴儿干地区先前依附元朝的部落首领多归降明朝，并请求参照元朝征东元帅府（又称征东招讨司）旧制进行册封。
永乐元年（1403年）明成祖设立建州卫（今黑龙江省东宁市附近），以阿哈出为指挥使。派邢枢等传谕奴儿干（元朝征东元帅府旧地，今俄罗斯尼古拉耶夫斯克到特林一帶），正式招抚诸部。扩大明朝东疆。十二月，设立兀者卫（今黑龙江省绥化市附近）。
永乐二年（1404年），设置奴儿干等羈縻卫所，其后在当地相继建卫所多达130餘。不过，这些卫所与奴儿干都司不相辖属。永乐三年（1405年）设立毛怜卫（今吉林省图们市附近）。永乐六年（1408年）在女真地区，设立自在州（今辽宁省辽阳市）、安乐州（今辽宁省开原市北），招抚女真人。

## 建制都司
永乐七年（1409年）明朝设置奴儿干都指挥使司作为招撫奴儿干地区各部族的机构。永乐九年（1411年）开始派遣明军乘船到奴儿干城，并开设卫所。都司的主要官员初为派駐數年而輪調的流官，后为當地部落領袖所世袭。
永乐十一年（1413年）在奴儿干都司官衙所在地附近原有观音堂的基础上建永宁寺，并立有永宁寺碑。据永宁寺碑记载，都司的官员仅负责出使奴儿干，作为非常设机构而与东北130多个卫所不相统属。据《明史》记载，奴儿干都司到萬曆年間增加到有卫384，所24，站7，地面7，寨1。都司治所奴儿干城在黑龙江下游东岸，下距黑龙江口约两百公里，上距沿途設置驛站，吉林船厂约两千五百公里。
辖区内主要居民为蒙古、达斡尔、女真、吉里迷（尼夫赫人、囊哈兒衛）、鄂罗克 (兀列河衛、波羅河衛）等族人民，分置羈縻卫所，以各族首领为各卫所都督、都指挥、指挥、千户、百户、镇抚等职，给予印信。明宣宗即位后，奴儿干都司于宣德九年（1434年）正式废弃，共持续25年。

## 管轄範圍
奴兒干都司管轄範圍西起斡難河（今鄂嫩河），北至外興安嶺，東抵日本海，南接圖們江上游，西達韃靼蒙古。奴兒干與內地的郵傳通信主要幹線是海西東水陸城站，北起都司治所特林之西的滿涇站，中經四十五個驛站，南抵底失卜站，經遼東都司直達北京，交通全程達兩千五百公里。亦海外的庫頁島的北半部（是尼夫赫人和鄂罗克人的居住地）入貢。
奴兒干都司与内地统治方式不同，主要是采取历代封建王朝统治边疆时较为常见的羈縻方式。从其设立的永寧寺碑看，永樂七年（1409年）明政府設置奴兒干都指揮使司，1413年明朝政府官員亦失哈第二次奴儿干之行时建永寧寺立第一座永寧寺碑，到1432年亦失哈第十次（也是最后一次）奴儿干之行，重建該寺並於1433年立“重修永寧寺碑”。
奴尔干都司是地方最高一级的军政合一统治机构，直隶于明朝中央政府。明王朝其对于东北边疆地区的统治并非像内地各省一样直接掌管，而是仅在重要地点设军事据点及发展交通路线，各族实质上仍由各部族自行统治。明成祖之后，明王朝对于经营东北不甚重视，随着女真内部之间的斗争和部族迁徙，奴兒干都司於宣德九年（1434年）正式廢棄，前后共持续25年。
虽然奴儿干都司短暂的时间里被宣宗裁撤，然而仍有记载宣德七年时亦失哈第九次巡视奴儿干都司，而且在宣德八年时奴儿干都司重新恢复（但正如上段所講，在第二年即宣德九年奴儿干都司又被重新廢棄）。

## 后续
1616年，努尔哈赤在东北建立后金，明朝灭亡后，原屬奴儿干地区为清朝管辖。后来其中乌苏里江以东部分地区于1860年第二次鸦片战争后被迫割让给俄罗斯帝国。今著名城市有伯力（俄称哈巴罗夫斯克）、阿穆尔河（黑龍江）畔共青城等。亦永宁寺碑，清代乌苏里江以东领土割让给俄罗斯后，1885年曹廷杰曾冒险拓回碑文，1904年归于海参崴的两个博物馆。